# Jive唱片
Jive唱片為索尼音樂娛樂旗下的RCA音乐集团裡的音樂廠牌，目前已停業並將旗下藝人移至RCA唱片。

## 概略
- Zomba Group of Companies原為Jive的母公司，而後業務賣給了RCA音乐集团（英语：RCA Music Group），而母公司又賣給了現在的索尼音樂娛樂。
- 1990年代成功發掘了布蘭妮·斯皮爾斯、後街男孩而創造了公司的成功。
- 2011年因索尼音樂的整併，旗下藝人移到了RCA唱片[1]。

## 主要藝人
- 布蘭妮·斯皮爾斯
- 後街男孩